# NGC 5890
NGC 5890 este o emission-line galaxy⁠(d) situată în constelația Balanța. A fost descoperită în 1886 de către Ormond Stone⁠(d).